# Региональные группы по типу ФАТФ
Региональные группы по типу ФАТФ (РГТФ) — 8 структур, созданных по типу ФАТФ, целью которых является осуществление борьбы с отмыванием денег и финансированием терроризма в соответствующих регионах. Борьба с отмыванием денег и финансированием терроризма осуществляется путём взаимных оценок национальных систем своих членов на соответствие международным стандартам ПОД/ФТ (в частности, 40 Рекомендациям ФАТФ) и проведения исследований тенденций и методов (типологий) отмывания денег и финансирования терроризма, наиболее характерных для конкретного региона.

## Описание
ФАТФ и региональные группы по типу ФАТФ совместно образуют единую международную систему по распространению и внедрению международных стандартов борьбы с отмыванием денег и финансированием терроризма, а также по контролю за их выполнением на национальном уровне.
В настоящее время в мире существует 8 региональных групп по типу ФАТФ (РГТФ):
- Азиатско-Тихоокеанская группа по борьбе с отмыванием денег (АТГ)
- Группа по борьбе с отмыванием денег в Восточной и Южной Африке (ЕСААМЛГ)
- Группа разработки финансовых мер борьбы с отмыванием денег в Южной Америке (ГАФИСУД)
- Группа разработки финансовых мер борьбы с отмыванием денег на Ближнем Востоке и в Северной Африке (МЕНАФАТФ)
- Евразийская группа по противодействию легализации преступных доходов и финансированию терроризма (ЕАГ)
- Комитет экспертов Совета Европы по оценке мер борьбы с отмыванием денег и финансированием терроризма (МАНИВЭЛ)
- Карибская группа разработки финансовых мер борьбы с отмыванием денег (КФАТФ)
- Межправительственная группа по борьбе с отмыванием денег в Западной Африке (ГИАБА)
- Группа по борьбе с отмыванием денег в Центральной Африке (ГАБАК) - в феврале 2015 признана в качестве РГТФ, получен статус ассоциированного члена ФАТФ.[1]

Сходные с РГТФ функции имеет Офшорная группа банковского надзора (ОГБН), что позволяет также причислить её к региональным группам по типу ФАТФ.